# Mont Saint-Martin (Liège)
Pour les articles homonymes, voir Mont-Saint-Martin.
Le Mont Saint-Martin est une rue du centre historique de la ville de Liège reliant la rue Saint-Hubert à la rue Saint-Laurent. Des personnalités importantes y ont habité tels le prévôt Conrad de Gavre, le fabricant d’armes Auguste Francotte, le compositeur Joseph Jongen, le peintre impressionniste Évariste Carpentier, le ministre d’État Pierre Harmel, l’architecte Bruno Albert ou encore l’historien Bruno Demoulin. Y résident actuellement l’ancien journaliste et écrivain Bernard Gheur, le journaliste Alain Gerlache et l’historien de l’art et musicologue Stéphane Dado.

## Description
Cette voie d'une longueur de 450 m monte en douceur la colline de Publémont en suivant plus ou moins la ligne de crête de cette colline. La partie basse de la rue se raccorde au square Léon Léonard et à la rue Saint-Hubert. La partie haute se termine à un carrefour où aboutissent aussi la rue Saint-Laurent, Publémont et le Thier de la Fontaine.
Entre ces deux extrémités, la rue reçoit le sommet des rues degrés des Tisserands en escaliers, ainsi que la rue des Bégards. La place située au pied de la tour de la basilique Saint-Martin, aujourd'hui sans dénomination particulière, s’appelait place de Saint-Martin au XVIIIe siècle, puis Trihay au XIXe siècle. Elle était aussi bordée par l'église Saint-Remacle Au-Mont, démolie en 1809.
- La famille du compositeur Joseph Jongen s'installa au no 56 en 1904.
- La maison du no 83 fut bâtie en 1867 par le célèbre fabricant d'armes Auguste Francotte qui avait sa manufacture, dans la même rue, face à sa maison.

## Patrimoine
Depuis 1997, l'ensemble formé par le Mont Saint-Martin comprenant : a) les parcelles comprises entre les rues Trihay, Mont Saint-Martin, Saint-Hubert, Haute-Sauvenière, Basse-Sauvenière, des Bégards et les limites des parcelles rejoignant la rue Trihay ; b) les façades et toitures des immeubles compris sur l'alignement nord de la rue Mont Saint-Martin ; c) les façades et les toitures des immeubles se trouvant rue Saint-Hubert, est classé au patrimoine culturel immobilier de la Wallonie.
Des bâtiments de la rue sont également classés : 
- nos 9-11 et no 13 : L'hôtel de Sélys-Longchamps et l'hôtel des Comtes de Méan devenus une résidence hôtelière de luxe. Également repris sur la liste du patrimoine immobilier exceptionnel de la Wallonie
- nos 21-23 : Hôtel particulier
- no 26 : Maison située à l'arrière
- nos 37-39 : L'hôtel van den Steen de Jehay. Propriété de la famille van den Steen de 1641 à 1866, à proximité du Palais des princes-évêques où plusieurs membres de la famille furent en service. Construit au début du XVIe siècle par Gérard Chevalier et terminé dans la seconde moitié siècle par son neveu. Remanié dans la seconde moitié du XVIIIe siècle par l'architecte Jacques-Barthélemy Renoz. Vendu en 4 parcelles en vente publique en 1872. Certains éléments sont encore visibles - dont la charpente[1].
- no 54 :Hôtel de Donceel
- no 66 : basilique Saint-Martin de Liège. Également reprise sur la liste du patrimoine immobilier exceptionnel de la Wallonie.